# Miguel Martorell
Miguel Martorell Pou (nascido em 24 de novembro de 1937) é um ex-ciclista espanhol que competiu nos 4 000 m perseguição por equipes durante os Jogos Olímpicos de Roma 1960.